# Lucien Garban
Lucien Garban (Nevers, 22 augustus 1877 - Parijs, 16 januari 1959) was een Franse componist, muziekarrangeur en bewerker die transcripties schreef die nog steeds in het moderne repertoire worden uitgevoerd. De Bibliothèque nationale de France vermeldt een twintigtal originele werken van Garban en een groot aantal transcripties van andere componisten. Veel van zijn werken werden gepubliceerd onder het pseudoniem Roger Branga. Hij was lid van de Société des Apaches.
Garbans transcripties van muziek voor solo piano of vierhandig piano omvatten het strijkkwartet van Maurice Ravel, Introduction en Allegro, Rapsodie espagnole, Valses nobles et sentimentales, Ma mère l'Oye, Piano Trio, Kaddisch uit Deux mélodies hébraïques, Le tombeau de Couperin, Berceuse sur le nom de Gabriel Fauré, en Boléro. Hij transcribeerde ook enkele scènes uit de opera L'enfant et les sortilèges voor piano of piano vierhandig. De versie voor piano vierhandig duet van La valse wordt vaak uitgevoerd.
Andere transcripties van Garban zijn L'apprenti sorcier van Paul Dukas en Saint-Saëns Le carnaval des animaux voor solo piano.
Garban studeerde onder Gabriel Fauré aan het Conservatoire de Paris. Hij was muzikaal directeur van de uitgeverij Durand tot 1959 toen hij overleed.
Rond 1900 verenigde Garban zich samen met Maurice Ravel en een aantal jonge kunstenaars, dichters, critici en musici in een informele groep; ze werden bekend als Les Apaches (De Hooligans), een naam bedacht door Ricardo Viñes om hun status als "artistieke verstoteling" weer te geven.

## Noemenswaardige opnames
- Het duo Sergio Tempo - Karin Lechner nam bijvoorbeeld in 2007 zijn versie van Ravels Daphnis et Chloé, suite nr. 2 getranscribeerd voor twee piano's.[5]
- Leon Fleisher nam Garbans La valse pianotranscriptie op als duet met zijn vrouw - pianiste Katherine Jacobson - op het album Four Hands uit 2015.[6]